# Британска Северна Америка
Британска Северна Америка (енгл. British North America, фр. Amérique du Nord britannique), је обухватао колонијалне територије Британског Краљевства у Северној Америци од 1783. године. Енглеска колонизација Северне Америке почела је у 16. веку у Њуфаундленду, затим јужније у Роаноуку и Џејмстауну у Вирџинији, и још значајније оснивањем Тринаест колонија дуж атлантске обале Северне Америке.
Колонијалне територије Британског Краљевства у Северној Америци знатно су проширене Париским уговором (1763), којим је формално завршен Седмогодишњи рат, који су енглеске колоније у Северној Америци називале Француским и Индијским ратом, а Француске колоније као „la Guerre de la Conquête”. Са коначном аквизицијом већег дела Нове Француске („Nouvelle-France”), британска територија у Северној Америци је више него удвостручена, а искључење Француске је такође драматично променило политички изглед континента.
Термин „Британска Америка” је коришћен за означавање колонијалних територија Британске империје у Северној Америци пре Декларације независности Сједињених Држава, најпознатије у обраћању Томаса Џеферсона Првом континенталном конгресу из 1774. године под насловом: „Сажети поглед на права Британске Америке”.
Термин „Британска Северна Америка” је првобитно коришћен након Париског споразума (1783), којим је закључен амерички рат за независност и потврђена независност тринаест британских колонија које су формирале Сједињене Америчке Државе. Изрази Британска Америка и Британска Северна Америка наставили су да се користе за преостале британске територије у Северној Америци, али је термин Британска Северна Америка почео да се користи доследније у вези са провинцијама које ће на крају формирати Доминион Канаде, након Дурхамовиг извештаја (1839).
Доминион Канаде је формиран у складу са Законом о Британској Северној Америци (БНА) из 1867. године, који се такође назива и Уставним актом, 1867. Након краљевске сагласности са Законом о БНА, три провинције Британске Северне Америке (Њу Брансвик, Нова Шкотска и Провинција Канада (која ће прерасти у канадске провинције Онтарио и Квебек)) удружиле су се да формирају „Један доминион под круном Уједињеног Краљевства Велике Британије и Ирске, са Уставом сличним у принципу Уставу Уједињеног Краљевства ,“ 1. јула 1867. године, датума Канадске конфедерације.
Атлантско острво Бермуди (којим је првобитно управљала компанија Вирџинија и, са Бахамима, које се сматрало Северном Америком пре 1783), било је груписано са поморским провинцијама од 1783. до формирања Доминиона Канаде 1867. године, а након тога се сврстало заједно са колонијама у Британској Западној Индији (иако је Енглеска црква наставила да ставља Бермуде под Њуфаундленд, до 1919).
Током свог трајања, Британска Северна Америка је обухватала колонијалне територије Британског Краљевства у Северној Америци од 1783. до 1907. године, не укључујући Карибе. Ове територије укључују оне које чине данашњу Канаду, као и све или велике делове шест држава средњег запада САД (Охајо, Индијана, Илиној, Мичиген, Висконсин и североисточни део Минесоте), које су формиране од северозападне територије, и велике делове Мејна, који су првобитно били унутар француске територије Акадије.